# Flugplatz Hudiksvall

i7
i11
i13
Der Flugplatz Hudiksvall (schwedisch: Hudiksvalls flygplats; IATA-Code: HUV, ICAO-Code: ESNH) ist ein öffentlicher Regionalflugplatz, nördlich von Hudiksvall in der schwedischen Provinz Hälsingland.

## Flugplatzdaten
Der Flugplatz hat eine Asphaltpiste mit 1320 m Länge und 30 m Breite. Die Seehöhe beträgt 28 m.

## Geschichte
Der Flugplatz Hudiksvall liegt ein paar Kilometer nördlich der Stadt an der E4. Er wurde 1968 auf Initiative der Gemeinde eingeweiht. Der Flughafen hatte keinen Flugsicherungsturm, als er 1968 gebaut wurde. Der durchgeführte Flugverkehrsmanagementdienst war der AFIS-Dienst. 1977 wurde der regelmäßige Flugverkehr nach Arlanda und Bromma aufgenommen. 1987 wurde eine Fluglinie über Sundsvall und Umeå nach Vaasa in Finnland eröffnet, die jedoch recht schnell geschlossen wurde. Die höchsten Passagierzahlen waren in den Jahren 1987 bis 1990 zu verzeichnen, der Höhepunkt wurde 1988 mit 25.000 Passagieren erreicht.
Im Zusammenhang mit der Zuganbindung des Flughafens Arlanda im Jahr 1999 ging die Zahl der Flugreisenden stark zurück und im Jahr 2001 wurde der letzte Abflug nach Arlanda geflogen. Am Flugplatz findet heute kein Flugbetrieb statt. Der Flugplatz wurde an einen Automobilclub verkauft, der unter anderem Drag Racing und andere Motorsportarten durchführt. Der Flugplatz wird heute für geschäftliche und industrielle Zwecke ohne Verbindung zum Luftverkehrsbereich genutzt.
Im Laufe der Jahre wurde der Flugplatz von mehreren Fluggesellschaften angeflogen: Flygbolaget i Hudiksvall (mit Cessna 421 – SE-GZI und zwei Cessna 404 – SE-GZH und SE-FKT), Air Hudik (mit verschiedenen Cessna-Typen und einer Dornier 228 – SE-IKY), Holmstroem Air und Swedeways (mit Shorts 360 – SE-KGB).